# Polidendrocyty
Polidendrocyty, komórki glejowe NG2 (ang. polydendrocytesn NG2 cells) – komórki glejowe występujące w ośrodkowym układzie nerwowym. Stanowią 5% wszystkich komórek mózgu. Zawierają proteoglikan – siarczan chondroityny.

## Rola
- Mogą dzielić się i proliferować (90% komórek dzielących się w dojrzałym mózgu to komórki NG2)[2]. Mogą różnicować się w oligodendrocyty (często opisywane są jako komórki progenitorowe oligodendrocytów) oraz astrocyty[1]. Ich możliwość różnicowania w neurony jest debatowana[4].
- Odgrywają rolę w remielinizacji[1].
- Tworzą połączenia synaptyczne z neuronami. Biorą udział we wzroście aksonów[1].
- Mogą uczestniczyć w nowotworzeniu[4].